# 宮崎剛 (1953年生の内野手)
宮崎 剛（みやざき たけし、1953年9月12日 - ）は、元アマチュア野球選手である。ポジションは内野手。

## 来歴・人物
父親は西鉄で監督も務めた宮崎要。佼成学園高校卒業後に専修大学に入学する。
大学卒業後は、社会人野球の東芝のチームに入団し、1981年の都市対抗野球では大会優秀選手に選ばれ、同年の社会人ベストナインにも選ばれた。
1983年の都市対抗野球では親子二代に渡って、橋戸賞を受賞し、首位打者にも受賞した。同年のベストナインにも選ばれた。同年のアジア野球選手権大会の全日本メンバーにも選ばれた。